# Dicranomyia (Dicranomyia) homichlophila
Dicranomyia (Dicranomyia) homichlophila is een tweevleugelige uit de familie steltmuggen (Limoniidae). De soort komt voor in het Nearctisch gebied.